# Nidung
Nidung war ein König in der germanischen Sagenliteratur. Er erscheint als König Nidud in der Völundarkviða, als Nidung in der Thidrekssaga und als Nidhad in den angelsächsischen Dichtungen Deor und Waldere.

## Nidung in der Thidrekssaga
In der Thidrekssaga tritt Nidung als König in Jütland auf. Auf dessen Hof kommt Wieland (Velent) der Schmied auf der Flucht vor den Zwergen, bei denen er das Schmiedehandwerk gelernt hatte. Wieland verdingte sich zuerst als Mundschenk. Dabei spülte er einmal drei Messer am Meer und verlor dabei eins. Als guter Schmied war es für ihn ein leichtes, ein neues Messer herzustellen. Als der König dieses Messer beim Essen benutzte, schnitt es nicht nur durch die Speise, sondern auch durch den Teller und tief in den Tisch hinein. Nidung wollte wissen, wer so einen guten Stahl geschmiedet habe, und fand heraus, dass es Velent (Wieland) war. Der Schmied des Königs, Ämilias, wurde neidisch auf Velent und bot ihm einen Wettkampf an. Ämilias sollte eine Rüstung schmieden und Velent ein Schwert, und wessen Kunst sich als schwächer herausstellen sollte, der müsse sterben. Wieland schmiedete daraufhin das Schwert Mimung, Ämilias schmiedete einen Helm. Im Wettkampf tötete Wieland Ämilias, durch dessen Helm das Schwert Mimung „wie durch Butter“ ging.
Nach einem Zerwürfnis ließ Nidung Wieland lähmen, weil er verhindern wollte, dass so ein guter Schmied ihm abhanden komme. Wieland rächte sich, indem er des Königs beide Söhne tötete und deren Schädel in goldene Pokale für des Königs Tafel einarbeitete. Außerdem vergewaltigte er des Königs Tochter Badhilde, die hierauf den Wittich gebar, der dann selbst in der deutschen Heldensage (u. a. als Gefolgsmann von Dietrich von Bern) in Erscheinung tritt. Der lahme Wieland befreite sich dadurch, dass er sich ein Federkleid schmiedete und damit entfloh.

## Nidung im Wölundlied (Völundarkviða)
Im Wölundlied wird Nidung (Nidud) als König der Njaren beschrieben, der Wieland gefangen nehmen lässt. Die Njaren sind als Volksstamm kaum zu greifen. Vorgeschlagen wurde die schwedische Landschaft Närke oder der Stamm der Nervier. Nidung nimmt Wieland dessen Schwert ab und trägt es an seinem Gürtel. Den Ring von Wielands Frau gibt er seiner Tochter Badhilde. Damit Wieland nicht fliehen kann, werden auf Geheiß der namentlich nicht genannten Gattin von Nidung dessen Kniesehnen durchschnitten und er wird auf die Insel Säwarstad gebracht.
Aus Rache tötet Wieland die beiden namentlich ebenfalls nicht genannten Söhne des Königs, verführt und schwängert Badhilde und flieht fliegend.

## Nidung im Deor
In der Dichtung Deor erscheint Nidung (Nidhad) neben Badhilde (Beadohilde) in einer Strophe über die Gefangenschaft Wielands am Hofe von Nidung.

## Nidung im Waldere Fragment
Im Waldere Fragment wird Nidung (Nidhad) zusammen mit Wieland dem Schmied und Wittich (Widia) in einer Strophe über Walters Schwert Mimung genannt, das von Wieland geschmiedet wurde.